# Мови Нової Каледонії
Офіційною мовою Нової Каледонії є французька. Нею володіє абсолютна більшість населення країни. В той же час острови відрізняються значним лінгвістичним розмаїттям. Корінне населення користується 28 місцевими мовами, серед яких 27 меланезійських та 1 полінезійська. Рідні мови зберігають також окремі групи мігрантів з країн Азії та Океанії.

## Французька мова
Французька є рідною для новокаледонців французького походження. Вона також використовується як засіб спілкування між різними громадами, а також між корінними жителями з регіонів, що не мають між собою географічних і мовних контактів. На побутовому рівні каледонське населення користується не стандартною французькою, а місцевою каледонською французькою, яка функціює лише в усній формі.
Існує також креольська мова тайо (фр. Tayo) на основі французької. Інакше вона називається «кальдош» (фр. Caldoche) або «говірка Сен-Луїсу» (фр. Patois  de  Saint  Louis), нею говорить близько 2000 осіб у деяких комунах або частинах комун Південної провінції.
Корінне населення Нової Каледонії живе в умовах двомовності або багатомовності, зазвичай люди володіють французькою, а також однією або двома місцевими мовами. Кожна мова має свою сферу використання. Місцевими мовами користуються в повсякденному житті та в звичаєвих інстанціях, французькою спілкуються з представниками адміністрації або з іноземцями.
Канацькі діти мають певні проблеми в оволодінні французької мови. В школі вони навчаються французькою, а повертаючись додому переходять на рідну мову. Їхня французька адаптується до місцевого середовища й приймає місцеву розмовну форму. Французькі слова вписуються в норми та правила, притаманні меланезійським мовам.

## Канацькі мови

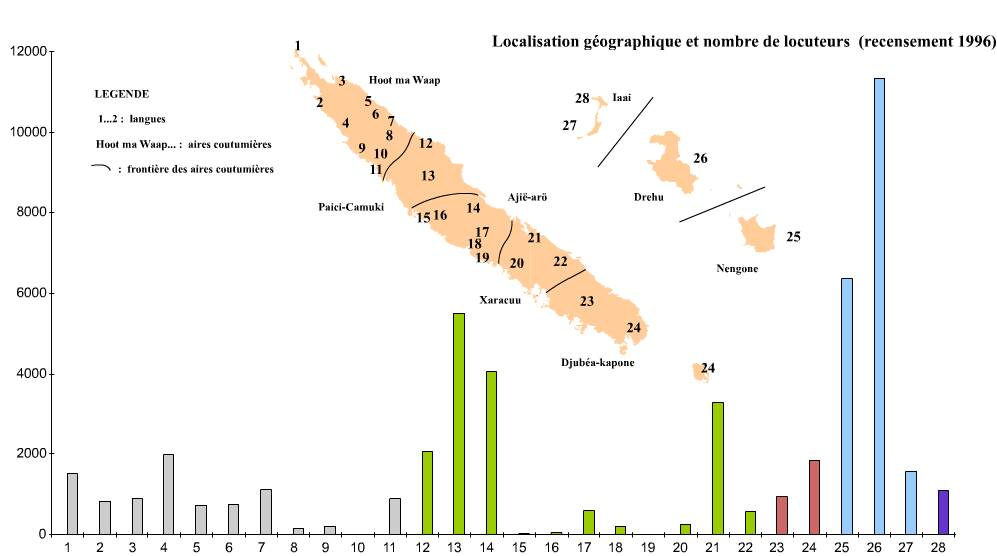
Райони поширення канацьких мов на мапі звичаєвих областей Нової Каледонії. На діаграмі графічно позначена кількість їхніх носіїв.
(1) Nyelâyu, (2) Nêlêmwa-Nixumwak, (3) Caac, (4) Yuanga, (5) Jawe, (6) Nemi, (7) Fwâi, (8) Pije, (9) Pwapwâ, (10) Pwaamei, (11) діалекти Voh-Koné, (12) Cèmuhî, (13) Paicî, (14) Ajië, (15) Arhö, (16) Arhâ, (17) 'Ôrôé, (18) Nèku, (19) Sîshëë, (20) Tîrî, (21) Xârâcùù, (22) Xârâgurè, (23) Drubea, (24) Numèè-Kwényï, (25) Nengone, (26) Drehu, (27) Iaai, (28) Fagauvea

Незважаючи на християнізацію, колонізацію, освіту французькою мовою, корінне населення Нової Каледонії зберігає рідні мови, хоча й спостерігається певне зниження їхньої передачі з покоління в покоління.
Канацькі мови є частиною океанійської гілки великої австронезійської мовної сім'ї. Майже всі вони меланезійські й утворюють дві окремі групи: новокаледонську та островів Луайоте. Кількість інвентаризованих мов Нової Каледонії різниться залежно від підходу та думки дослідників. Нечіткою є й межа між мовою та діалектом. Зазвичай на території Нової Каледонії виділяють 27 меланезійських мов або груп діалектів. Ще одна мова, західна увеа (фагаувеа), належить до полінезійських мов.
За даними перепису населення 2019 року, 81 % канаків говорив принаймні однією канацькою мовою, а 93 % розмовляли або розуміли принаймні одну канацьку мову. Ці показники залишалися стабільними протягом десяти років. Станом на 2014 рік канацькими мовами в Новій Каледонії розмовляли 68 345 осіб у віці старше 14 років. Проте, що стосується окремих мов, цей показник є вкрай нерівномірним. Найпоширенішими канацькими мовами, за даними 2014 року, є дрегу (фр. Drehu) — 15 949 носіїв у віці понад 14 років, ненгоне (фр. Nengone) — 8940 носіїв, пайчи (фр. Paicî) — 6866 носіїв, харачуу (фр. Xârâcùù) — 5287 носіїв та ажие (фр. Ajië) — 5019 носіїв. Найменше носіїв мають мови піже (фр. Pije, 160 осіб), арга (фр. Arhâ, 135 осіб), неку (фр. Nèku, 86 осіб), поапоа (фр. Pwâpwâ, 79 осіб) та сіше (фр. Sîshëë, 20 осіб). 18 канацьких мов ЮНЕСКО визнала такими, що перебувають у небезпеці, з них 5 вже майже зникли.
Рівень розвитку та дослідженості різних канацьких мов також є нерівномірним. Ще в середині XIX ст. християнські місіонери розробили писемність для мов дрегу та ажие й використовували її для перекладу Біблії. Деякі релігійні документи були також опубліковані на початку XX ст. мовами яї (фр. Iaai) та західна увеа. Зараз існує писемність для мов чемуї (фр. Cèmuhî), пайчи, ажие, харачуу, друбеа (фр. Drubea), квеньї (фр. Kwényï), нумее (фр. Numèè), ненгоне, дрегу, яї, західна увеа. Всі вони на основі латинської абетки. В той же час більшість канацьких мов продовжують існувати лише в усній формі.
Канацька мовна спадщина перебуває під патронатом Академії канацьких мов (фр. l’Académie des Langues Kanak, ALK), державної установи, заснованої 2007 року, місія якої полягає в захисті та розвитку мов корінного населення.
За мовною ознакою побудований адміністративний поділ Нової Каледонії на 8 звичаєвих областей, який стосується населення, що живе в умовах звичаєвого цивільного стану, тобто за унормованими законами традиційного права (це приблизно половина канаків).
Канацькі мови, за Нумейскою угодою, визнані «мовами навчання та культури» на території Нової Каледонії. 27 канацьких мов факультативно викладаються в дитячих садочках. Чотири мови (дрегу, ненгоне, пайчи, ажие) 1992 року були включені до навчальних планів системи освіти, з'явилася можливість отримати ступінь бакалавра, з 1999 року ці мови викладаються в Університеті Нової Каледонії. В окремих коледжах ведеться також викладання мовами яї та харачуу.

## Інші мови
В середовищі громад мігрантів з різних країн Океанії та Азії, крім французької, поширені також волліська (східна увеа), футунська, таїтянська, в'єтнамська, яванська мови, мова біслама.
Англійська мова використовується лише людьми, що працюють у галузі туризму, яка орієнтована на відвідувачів з Австралії та Нової Зеландії.